# Ministerstwo Spraw Wewnętrznych (Izrael)
Ministerstwo Spraw Wewnętrznych Izraela (hebr. משרד הפנים, Misrad ha-Pnim) – izraelskie ministerstwo nadzorujące działalność organów odpowiedzialnych za utrzymywanie w państwie bezpieczeństwa i porządku publicznego.
Od 24 stycznia 2023 obowiązki ministra pełni Micha’el Malki’eli z partii Szas.
Najdłużej funkcję ministra pełnił Chajjim Mosze Szapira − przeszło 14 lat.

## Ministrowie
Lista ministrów spraw wewnętrznych Izraela od 1948 roku:
| Imię i nazwisko       | Początek kadencji | Koniec kadencji | Partia polityczna                               | Uwagi |
| --------------------- | ----------------- | --------------- | ----------------------------------------------- | --- |
| Izaak Grünbaum        | 1948              | 1949            | niezależny                                      | |
| Chajjim Mosze Szapira | 1949              | 1952            | Ha-Poel ha-Mizrachi Zjednoczony Front Religijny | |
| Jisra’el Rokach       | 1952              | 1955            | Ogólni Syjoniści                                | |
| Chajjim Mosze Szapira | 1955              | 1955            | Ha-Poel ha-Mizrachi                             | po raz drugi |
| Jisra’el Bar-Jehuda   | 1955              | 1959            | Achdut ha-Awoda                                 | |
| Chajjim Mosze Szapira | 1959              | 1970            | Narodowa Partia Religijna                       | po raz trzeci |
| Golda Meir            | 1970              | 1970            | Partia Pracy Koalicja Pracy                     | równocześnie premier |
| Josef Burg            | 1970              | 1974            | Narodowa Partia Religijna                       | |
| Szelomo Hillel        | 1974              | 1974            | Partia Pracy Koalicja Pracy                     | |
| Josef Burg            | 1974              | 1976            | Narodowa Partia Religijna                       | po raz drugi |
| Szelomo Hillel        | 1977              | 1977            | Partia Pracy Koalicja Pracy                     | po raz drugi |
| Josef Burg            | 1977              | 1984            | Narodowa Partia Religijna                       | po raz trzeci |
| Szimon Peres          | 1984              | 1984            | Partia Pracy Koalicja Pracy                     | równocześnie premier |
| Jicchak Perec         | 1984              | 1987            | Szas                                            | |
| Icchak Szamir         | 1987              | 1988            | Likud                                           | równocześnie premier |
| Arje Deri             | 1988              | 1993            | Szas                                            | |
| Icchak Rabin          | 1993              | 1993            | Partia Pracy                                    | równocześnie premier |
| Arje Deri             | 1993              | 1993            | Szas                                            | po raz drugi |
| Icchak Rabin          | 1993              | 1995            | Partia Pracy                                    | po raz drugi, równocześnie premier |
| Uzzi Baram            | 1995              | 1995            | Partia Pracy                                    | |
| Dawid Liba’i          | 1995              | 1995            | Partia Pracy                                    | |
| Ehud Barak            | 1995              | 1995            | Partia Pracy                                    | |
| Chajjim Ramon         | 1995              | 1996            | Partia Pracy                                    | |
| Elijjahu Suwisa       | 1996              | 1999            | Szas                                            | nie był członkiem Knesetu |
| Natan Szaranski       | 1999              | 2000            | Jisra’el ba-Alijja                              | |
| Chajjim Ramon         | 2000              | 2001            | Jeden Izrael                                    | po raz drugi |
| Eli Jiszaj            | 2001              | 2002            | Szas                                            | |
| Ariel Szaron          | 2002              | 2002            | Likud                                           | równocześnie premier |
| Eli Jiszaj            | 2002              | 2003            | Szas                                            | po raz drugi |
| Awraham Poraz         | 2003              | 2004            | Szinui                                          | |
| Ofir Pines-Paz        | 2005              | 2005            | Partia Pracy                                    | |
| Ariel Szaron          | 2005              | 2006            | Kadima                                          | po raz drugi, równocześnie premier |
| Roni Bar-On           | 2006              | 2007            | Kadima                                          | |
| Me’ir Szitrit         | 2007              | 2009            | Kadima                                          | |
| Eli Jiszaj            | 2009              | 2013            | Szas                                            | po raz trzeci |
| Gidon Sa’ar           | 2013              | 2014            | Likud                                           | |
| Gilad Erdan           | 2014              | 2015            | Likud                                           | |
| Silwan Szalom         | 2015              | 2015            | Likud                                           | |
| Binjamin Netanjahu    | 2015              | 2016            | Likud                                           | równocześnie premier |
| Arje Deri             | 2016              | 2021            | Szas                                            | |
| Ajjelet Szaked        | 2021              | 2022            | Jamina                                          | |
| Arje Deri             | 2022              | 2023            | Szas                                            | Został odwołany z funkcji z powodu oszustw podatkowych niecały miesiąc po zaprzysiężeniu. Obowiązki ministra zaczął pełnić Micha’el Malki’eli, dotychczasowy minister spraw religijnych. |